# Promozione Lombardia 1985-1986
Nella stagione 1985-1986 la Promozione era il sesto livello del calcio italiano (il massimo livello regionale). Qui vi sono le statistiche relative al campionato in Lombardia e nella provincia di Piacenza, gestiti dal Comitato Regionale Lombardo.
Il campionato è strutturato in vari gironi all'italiana su base regionale, gestiti dai Comitati Regionali di competenza. Promozioni alla categoria superiore e retrocessioni in quella inferiore non erano sempre omogenee; erano quantificate all'inizio del campionato dal Comitato Regionale secondo le direttive stabilite dalla Lega Nazionale Dilettanti, ma flessibili, in relazione al numero delle società retrocesse dal Campionato Interregionale e perciò, a seconda delle varie situazioni regionali, la fine del campionato poteva avere degli spareggi sia di promozione che di retrocessione.
Questo è il campionato regionale della regione Lombardia, ma fino alla stagione 1994-1995 la provincia di Piacenza è stata di competenza del Comitato Regionale Lombardo così come la provincia di Mantova è stata gestita dal Comitato Regionale Emilia-Romagna.

## Girone A

### Squadre partecipanti
| Club                  | Città                   |
| --------------------- | ----------------------- |
| Pol. Bizzarone        | Bizzarone (CO)          |
| A.C. Bovisio Masciago | Bovisio Masciago (MI)   |
| U.S. Caratese         | Carate Brianza (MI)     |
| U.S. Caronnese        | Caronno Pertusella (VA) |
| Erbese Calcio         | Erba (CO)               |
| U.S. Lomazzo          | Lomazzo (CO)            |
| F.C. Luino            | Luino (VA)              |
| U.S. Mozzatese Calcio | Mozzate (CO)            |
| A.C. Muggiò           | Muggiò (MI)             |
| A.C. Real Bariana     | Bariana di Lainate (MI) |
| S.C. Rovellasca 1910  | Rovellasca (CO)         |
| F.C. Saronno          | Saronno (VA)            |
| A.C. Tavernerio       | Tavernerio (CO)         |
| S.P. Ternatese        | Ternate (VA)            |
| A.C. Tradate          | Tradate (VA)            |
| F.C. Verbano Calcio   | Cocquio Trevisago (VA)  |

### Classifica finale
|  | Pos. | Squadra          | Pt | G  | V  | N  | P  | GF | GS | DR  |
|  | ---- | ---------------- | -- | -- | -- | -- | -- | -- | -- | --- |
|  | 1.   | Saronno          | 42 | 30 | 17 | 8  | 5  | 45 | 25 | +20 |
|  | 2.   | Caronnese        | 39 | 30 | 13 | 13 | 4  | 48 | 31 | +17 |
|  | 2.   | Lomazzo          | 39 | 30 | 14 | 11 | 5  | 32 | 20 | +12 |
|  | 4.   | Verbano          | 36 | 30 | 11 | 14 | 5  | 32 | 24 | +8  |
|  | 5.   | Ternatese        | 34 | 30 | 10 | 14 | 6  | 30 | 26 | +4  |
|  | 6.   | Rovellasca 1910  | 33 | 30 | 9  | 15 | 6  | 29 | 20 | +9  |
|  | 7.   | Caratese         | 31 | 30 | 12 | 7  | 11 | 34 | 29 | +5  |
|  | 7.   | Erbese           | 31 | 30 | 8  | 15 | 7  | 36 | 29 | +7  |
|  | 9.   | Real Bariana     | 30 | 30 | 7  | 16 | 7  | 29 | 23 | +6  |
|  | 9.   | Bizzarone        | 30 | 30 | 10 | 10 | 10 | 29 | 26 | +3  |
|  | 11.  | Tradate          | 29 | 30 | 9  | 11 | 10 | 31 | 35 | -4  |
|  | 12.  | Muggiò           | 25 | 30 | 5  | 15 | 10 | 30 | 35 | -5  |
|  | 12.  | Luino            | 25 | 30 | 7  | 11 | 12 | 27 | 41 | -14 |
|  | 14.  | Mozzatese        | 21 | 30 | 3  | 15 | 12 | 20 | 32 | -12 |
|  | 15.  | Bovisio Masciago | 19 | 30 | 5  | 9  | 16 | 20 | 46 | -26 |
|  | 16.  | Tavernerio       | 16 | 30 | 3  | 10 | 17 | 18 | 48 | -30 |

Legenda:
      Ammesso agli spareggi promozione.
      Retrocesso in Prima Categoria 1986-1987.
Regolamento:
Due punti a vittoria, uno a pareggio, zero a sconfitta.
Pari merito per le squadre a pari punti non in zona promozione e retrocessione.

## Girone B

### Squadre partecipanti
| Club                  | Città                      |
| --------------------- | -------------------------- |
| Pol. Albinese         | Albino (BG)                |
| A.C. Brugherio        | Brugherio (MI)             |
| A.C. Carugatese       | Carugate (MI)              |
| F.C. Cassano 1966     | Cassano d'Adda (MI)        |
| A.C. Cernusco         | Cernusco sul Naviglio (MI) |
| U.S. Chiavennese      | Chiavenna (SO)             |
| A.S. Cologno Monzese  | Cologno Monzese (MI)       |
| U.S. Morbegnese       | Morbegno (SO)              |
| U.S. Ponte San Pietro | Ponte San Pietro (BG)      |
| U.S. Stezzanese       | Stezzano (BG)              |
| U.S. Suisio           | Suisio (BG)                |
| C.S. Trevigliese      | Treviglio (BG)             |
| S.S. Tritium 1908     | Trezzo sull'Adda (MI)      |
| A.C. Verdello         | Verdello (BG)              |
| A.C. Virtus Gazzaniga | Gazzaniga (BG)             |
| U.S.C. Voluntas Osio  | Osio Sotto (BG)            |

### Classifica finale
|  | Pos. | Squadra          | Pt | G  | V  | N  | P  | GF | GS | DR  |
|  | ---- | ---------------- | -- | -- | -- | -- | -- | -- | -- | --- |
|  | 1.   | Trevigliese      | 41 | 30 | 15 | 11 | 4  | 39 | 20 | +19 |
|  | 2.   | Carugatese       | 40 | 30 | 16 | 8  | 6  | 31 | 20 | +11 |
|  | 3.   | Stezzanese       | 37 | 30 | 11 | 15 | 4  | 37 | 26 | +11 |
|  | 4.   | Cologno Monzese  | 34 | 30 | 12 | 10 | 8  | 36 | 28 | +8  |
|  | 4.   | Tritium 1908     | 34 | 30 | 12 | 10 | 8  | 41 | 33 | +8  |
|  | 6.   | Verdello         | 33 | 30 | 11 | 11 | 8  | 36 | 26 | +10 |
|  | 6.   | Cernusco         | 33 | 30 | 12 | 9  | 9  | 34 | 25 | +9  |
|  | 6.   | Cassano 1966     | 33 | 30 | 12 | 9  | 9  | 28 | 26 | +2  |
|  | 9.   | Brugherio        | 32 | 30 | 11 | 10 | 9  | 34 | 32 | +2  |
|  | 10.  | Morbegnese       | 31 | 30 | 8  | 15 | 7  | 30 | 29 | +1  |
|  | 11.  | Albinese         | 27 | 30 | 5  | 17 | 8  | 24 | 29 | -5  |
|  | 12.  | Voluntas Osio    | 26 | 30 | 7  | 12 | 11 | 29 | 37 | -8  |
|  | 13.  | Virtus Gazzaniga | 25 | 30 | 7  | 11 | 12 | 34 | 45 | -11 |
|  | 14.  | Suisio           | 19 | 30 | 5  | 9  | 16 | 22 | 36 | -14 |
|  | 15.  | Ponte San Pietro | 18 | 30 | 5  | 8  | 17 | 20 | 41 | -21 |
|  | 16.  | Chiavennese      | 17 | 30 | 4  | 9  | 17 | 18 | 40 | -22 |

Legenda:
      Ammesso agli spareggi promozione.
      Retrocesso in Prima Categoria 1986-1987.
Regolamento:
Due punti a vittoria, uno a pareggio, zero a sconfitta.
Pari merito per le squadre a pari punti non in zona promozione e retrocessione.

## Girone C

### Squadre partecipanti
| Club                    | Città                    |
| ----------------------- | ------------------------ |
| F.C. Aurora Travagliato | Travagliato (BS)         |
| U.S. Breno              | Breno (BS)               |
| U.S. Caorso             | Caorso (PC)              |
| A.C. Chiari             | Chiari (BS)              |
| A.C. Crema 1908         | Crema (CR)               |
| U.S. Darfo Boario       | Darfo Boario Terme (BS)  |
| A.C. Desenzano          | Desenzano del Garda (BS) |
| A.C. Leno               | Leno (BS)                |
| G.S. Luisiana           | Pandino (CR)             |
| A.C. Lumezzane          | Lumezzane (BS)           |
| A.C. Montichiari        | Montichiari (BS)         |
| U.S. Offanenghese       | Offanengo (CR)           |
| G.S. OMAS Pontevico     | Pontevico (BS)           |
| A.P. San Rocco al Porto | San Rocco al Porto (MI)  |
| S.C. Soncino            | Soncino (CR)             |
| A.C. Villongo           | Villongo (BG)            |

### Classifica finale
|  | Pos. | Squadra            | Pt | G  | V  | N  | P  | GF | GS  | DR   |
|  | ---- | ------------------ | -- | -- | -- | -- | -- | -- | --- | ---- |
|  | 1.   | Crema              | 51 | 30 | 24 | 3  | 3  | 68 | 21  | +47  |
|  | 2.   | Darfo Boario       | 45 | 30 | 19 | 7  | 4  | 42 | 11  | +31  |
|  | 3.   | Leno               | 44 | 30 | 19 | 6  | 5  | 66 | 22  | +44  |
|  | 4.   | Breno              | 36 | 30 | 12 | 12 | 6  | 31 | 15  | +16  |
|  | 4.   | Offanenghese       | 36 | 30 | 15 | 6  | 9  | 42 | 26  | +16  |
|  | 6.   | Villongo           | 35 | 30 | 13 | 9  | 8  | 40 | 26  | +14  |
|  | 7.   | Aurora Travagliato | 34 | 30 | 13 | 8  | 9  | 37 | 26  | +11  |
|  | 8.   | Lumezzane          | 33 | 30 | 13 | 7  | 10 | 55 | 32  | +23  |
|  | 9.   | Chiari             | 31 | 30 | 12 | 7  | 11 | 35 | 33  | +2   |
|  | 10.  | Desenzano          | 27 | 30 | 7  | 13 | 10 | 29 | 28  | +1   |
|  | 11.  | San Rocco al Porto | 26 | 30 | 7  | 12 | 11 | 23 | 38  | -15  |
|  | 12.  | Luisiana           | 25 | 30 | 8  | 9  | 13 | 29 | 40  | -11  |
|  | 13.  | Soncino            | 24 | 30 | 7  | 10 | 13 | 30 | 43  | -13  |
|  | 14.  | Montichiari        | 17 | 30 | 4  | 9  | 17 | 28 | 44  | -16  |
|  | 15.  | Caorso             | 13 | 30 | 4  | 5  | 21 | 25 | 72  | -47  |
|  | 16.  | OMAS Pontevico     | 3  | 30 | 0  | 3  | 27 | 17 | 120 | -103 |

Legenda:
      Ammesso agli spareggi promozione.
      Retrocesso in Prima Categoria 1986-1987.
Regolamento:
Due punti a vittoria, uno a pareggio, zero a sconfitta.
Pari merito per le squadre a pari punti non in zona promozione e retrocessione.

## Girone D

### Squadre partecipanti
| Club                | Città                      |
| ------------------- | -------------------------- |
| F.C. Casteggio 1898 | Casteggio (MI)             |
| A.C. Castellana     | Castel San Giovanni (PC)   |
| U.S. Cavese         | Cava Manara (PV)           |
| A.C. Cisliano       | Cisliano (MI)              |
| A.C. Codogno        | Codogno (MI)               |
| F.C. Corbetta       | Corbetta (MI)              |
| U.S. Corsico        | Corsico (MI)               |
| F.C. Lainatese      | Lainate (MI)               |
| A.C. Magenta        | Magenta (MI)               |
| Pol. Medese         | Mede (PV)                  |
| U.S. Mottese        | Motta Visconti (MI)        |
| A.C. Parabiago      | Parabiago (MI)             |
| Pol. Podenzano      | Podenzano (PC)             |
| A.S. Robbio         | Robbio (PV)                |
| A.C. Trezzano       | Trezzano sul Naviglio (MI) |
| U.S. Virtus Binasco | Binasco (MI)               |

### Classifica finale
|  | Pos. | Squadra        | Pt | G  | V  | N  | P  | GF | GS | DR  |
|  | ---- | -------------- | -- | -- | -- | -- | -- | -- | -- | --- |
|  | 1.   | Mottese        | 43 | 30 | 17 | 9  | 4  | 49 | 20 | +29 |
|  | 2.   | Robbio         | 42 | 30 | 15 | 12 | 3  | 42 | 27 | +15 |
|  | 3.   | Parabiago      | 39 | 30 | 14 | 11 | 5  | 33 | 26 | +7  |
|  | 4.   | Corsico        | 38 | 30 | 14 | 10 | 6  | 37 | 25 | +12 |
|  | 5.   | Cisliano       | 33 | 30 | 9  | 15 | 6  | 37 | 30 | +7  |
|  | 6.   | Codogno        | 30 | 30 | 8  | 14 | 8  | 35 | 26 | +9  |
|  | 6.   | Medese         | 30 | 30 | 10 | 10 | 10 | 23 | 28 | -5  |
|  | 8.   | Virtus Binasco | 29 | 30 | 10 | 9  | 11 | 31 | 28 | +3  |
|  | 8.   | Corbetta       | 29 | 30 | 10 | 9  | 11 | 29 | 28 | +1  |
|  | 10.  | Castellana     | 27 | 30 | 7  | 13 | 10 | 24 | 27 | -3  |
|  | 10.  | Casteggio 1898 | 27 | 30 | 6  | 15 | 9  | 27 | 36 | -9  |
|  | 12.  | Podenzano      | 26 | 30 | 8  | 10 | 12 | 34 | 38 | -4  |
|  | 13.  | Magenta        | 25 | 30 | 7  | 11 | 12 | 28 | 37 | -9  |
|  | 14.  | Cavese         | 23 | 30 | 6  | 11 | 13 | 25 | 32 | -7  |
|  | 14.  | Trezzano       | 23 | 30 | 3  | 17 | 10 | 18 | 28 | -10 |
|  | 16.  | Lainatese (-1) | 15 | 30 | 5  | 6  | 19 | 25 | 61 | -36 |

Legenda:
      Ammesso agli spareggi promozione.
      Retrocesso in Prima Categoria 1986-1987.
Regolamento:
Due punti a vittoria, uno a pareggio, zero a sconfitta.
Note:
Lainatese penalizzata di un punto per una rinuncia.

## Spareggi promozione
|             | Risultati |             | Luogo e data                       |  |
| ----------- | --------- | ----------- | ---------------------------------- |  |
| Saronno     | 1 - 1     | Crema       | Sesto San Giovanni, 1º giugno 1986 |  |
| Mottese     | 2 - 1     | Trevigliese | Desio, 1º giugno 1986              |  |
|             |           |             |                                    |  |
| Mottese     | 2 - 2     | Saronno     | Garbagnate Milanese, 8 giugno 1986 |  |
| Trevigliese | 2 - 2     | Crema       | Caravaggio, 8 giugno 1986          |  |
|             |           |             |                                    |  |
| Trevigliese | 0 - 0     | Saronno     | Sesto San Giovanni, 15 giugno 1986 |  |
| Crema       | 0 - 0     | Mottese     | Lodi, 15 giugno 1986               |  |
|             |           |             |                                    |  |

### Classifica finale
|  | Pos. | Squadra     | Pt | G | V | N | P | GF | GS | DR |
|  | ---- | ----------- | -- | - | - | - | - | -- | -- | -- |
|  | 1.   | Mottese     | 4  | 3 | 1 | 2 | 0 | 4  | 3  |    |
|  | 2.   | Saronno     | 3  | 3 | 0 | 3 | 0 | 3  | 3  |    |
|  | 3.   | Crema       | 3  | 3 | 0 | 3 | 0 | 3  | 3  |    |
|  | 4.   | Trevigliese | 2  | 3 | 0 | 2 | 1 | 3  | 4  |    |

Legenda:
      Promosso in Interregionale 1986-1987.
Regolamento:
Due punti a vittoria, uno a pareggio, zero a sconfitta.